# Munditia manawatawhia
Munditia manawatawhia är en snäckart som beskrevs av Powell 1937. Munditia manawatawhia ingår i släktet Munditia och familjen turbinsnäckor. Inga underarter finns listade i Catalogue of Life.